# Anisothecium rufescens
Anisothecium rufescens är en bladmossart som beskrevs av Lindberg 1879. Anisothecium rufescens ingår i släktet Anisothecium och familjen Dicranaceae. Inga underarter finns listade i Catalogue of Life.